# Воллмар, Джоселин
Джоселин Воллмар (англ. Jocelyn Vollmar; 25 ноября 1925 — 13 июля 2018) — американская балерина, известная своими выступлениями в «Балете Сан-Франциско».

## Биография
Джоселин Воллмар родилась в Сан-Франциско в 1925 г. В возрасте 12 лет она начала выступать в «Балете Сан-Франциско» под руководством хореографа Уиллама Кристенсена. В начале карьеры ей давали только небольшие роли в спектаклях, в том числе на премьере «Коппелии» в 1939 г. и полной версии «Лебединого озера» в 1940 г.
В 17 лет окончив Высшую школу Лоуэлла, она присоединилась к балетной труппе. Она исполняла роль Снежной королевы в «Щелкунчике» — в своём первом полном американском балете. В 1948 г. хореограф Джордж Баланчин пригласил Джоселин на роль примы-балерины в созданный им в этом же году Нью-Йорк Сити балет.
После выступлений с труппой Нью-Йорк Сити балет Джоселин работала в Американским театре балета и Балете маркиза де Куэваса. В 1954 году Эдуард Борованский, бывший артист «Русских сезонов», пригласил её выступать со своей труппой «Балет Борованского», впоследствии преобразованной в Австралийский балет и ставшей одной из самых больших балетных трупп мира. Джоселин танцевала под его руководством в течение двух лет и исполняла главные партии в «Жизели», «Сильфиде», «Щелкунчике», спектаклях из репертуара Русских сезонов, в том числе «Петрушке».
В 1956 г. Джоселин Воллмар вернулась в «Балет Сан-Франциско» и танцевала с ним до самого ухода из балета в 1972 г. Последним её спектаклем был «Щелкунчик». Завершив свои выступления, Джоселин Воллмар работала преподавателем и хореографом. В Балетной школе Сан-Франциско она преподавала два десятилетия с 1985 по 2005 г. На пенсию она вышла, когда ей исполнилось 80 лет.
Ушла из жизни в 2018 г.